# Leichtathletik-Länderkampf der Frauen 1967 BR Deutschland – Tschechoslowakei
| 5. Leichtathletik-Länderkampf mit bundesdeutscher Beteiligung 1967 | 5. Leichtathletik-Länderkampf mit bundesdeutscher Beteiligung 1967 |
| ------------------------------------------------------------------ | ------------------------------------------------------------------ |
|                                                                    |                                                                    |
| Ländervergleich der Frauen: BR Deutschland – Tschechoslowakei      |                                                                    |
| Austragungsort                                                     | Fulda                                                              |
| Wettbewerbe                                                        | 11                                                                 |
| Datum                                                              | 13. August                                                         |
| 1. FRG 2. CSK                                                      | 75 Punkte 42 Punkte                                                |
| Chronik                                                            |                                                                    |
| ← HUN-FRG (F)                                                      | FRG-USA (M) →                                                      |

Im fünften Vergleich des Länderkampfjahres 1967 waren noch einmal die Frauen an der Reihe. Am 13. August traten sie in Fulda zum fünften Mal gegen die Tschechoslowakei an. Die vorangegangenen Begegnungen – zuletzt 1961 in Pilsen – waren alle an die Bundesrepublik Deutschland gegangen.

## Wettbewerbe und Modus
Auf dem Programm standen die bei Länderkämpfen üblichen elf Disziplinen, die identisch waren mit den damals bei Olympischen Spielen angebotenen Frauenwettbewerben. Die Wertung erfolgte durchgängig nach dem Standardsystem.

## Ergebnis
Genau wie im Länderkampf zuvor gegen Ungarn konnten die Gegnerinnen des bundesdeutschen Teams in den Sprüngen mithalten. Die tschechoslowakischen Sportlerinnen gewannen den Hochsprung, die bundesdeutschen Leichtathletinnen den Weitsprung. In allen anderen Bereichen war die Bundesrepublik Deutschland überlegen. In der Kategorie Wurf/Stoß gingen alle drei Wettbewerbe an die Bundesrepublik. Auch sämtliche Laufwettbewerbe einschließlich der Staffel entschied die Bundesrepublik für sich. Damit ging diese Begegnung in der Endabrechnung mit 72 zu 45 Punkten an die Bundesrepublik Deutschland.
Im Diskuswurf erzielte Liesel Westermann mit 59,10 m einen neuen Deutschen Rekord.

## Legende
Kurze Übersicht zur Bedeutung der Symbolik – so üblicherweise auch in sonstigen Veröffentlichungen verwendet:
| DR | Deutscher Rekord |

## Resultate

### 100 m
| Platz | Athletin      | Land | Zeit (s) |
| ----- | ------------- | ---- | -------- |
| 1     | Karin Frisch  | FRG  | 11,9     |
| 2     | Eva Lehocká   | CSK  | 12,1     |
| 3     | Erika Rost    | FRG  | 12,3     |
| 4     | Jana Smerdová | CSK  | 12,5     |

### 200 m
| Platz | Athletin          | Land | Zeit (s) |
| ----- | ----------------- | ---- | -------- |
| 1     | Halina Herrmann   | FRG  | 24,6     |
| 2     | Vlasta Seifertová | CSK  | 24,6     |
| 3     | Hannelore Trabert | FRG  | 24,8     |
| 4     | Eva Putnová       | CSK  | 25,1     |

### 400 m
| Platz | Athletin         | Land | Zeit (s) |
| ----- | ---------------- | ---- | -------- |
| 1     | Helga Henning    | FRG  | 55,1     |
| 2     | Antje Gleichfeld | FRG  | 55,5     |
| 3     | Libuše Macounová | CSK  | 55,5     |
| 4     | Anna Chmelková   | CSK  | 56,8     |

### 800 m
| Platz | Athletin                | Land | Zeit (min) |
| ----- | ----------------------- | ---- | ---------- |
| 1     | Anita Rottmüller-Wörner | FRG  | 2:14,0     |
| 2     | Emilia Ovádková         | CSK  | 2:14,2     |
| 3     | Vera Busová             | CSK  | 2:14,3     |
| 4     | Maria Strickling        | FRG  | 2:16,0     |

### 80 m Hürden
| Platz | Athletin          | Land | Zeit (s) |
| ----- | ----------------- | ---- | -------- |
| 1     | Inge Schell       | FRG  | 11,1     |
| 2     | Vlasta Seifertová | CSK  | 11,1     |
| 3     | Anna Zabrsová     | CSK  | 11,3     |
| 4     | Renate Wurl       | FRG  | 11,6     |

### 4 × 100 m Staffel
| Platz | Besetzung        | Land                                                      | Zeit (s) |
| ----- | ---------------- | --------------------------------------------------------- | -------- |
| 1     | BR Deutschland   | Karin Frisch Hannelore Trabert Halina Herrmann Erika Rost | 45,4     |
| 2     | Tschechoslowakei | Eva Lehocká Jana Smerdová Eva Putnová Eva Kucmanová       | 46,2     |

### Hochsprung
| Platz | Athletin            | Land | Höhe (m) |
| ----- | ------------------- | ---- | -------- |
| 1     | Jaroslava Valentová | CSK  | 1,64     |
| 2     | Christa Kamphausen  | FRG  | 1,61     |
| 3     | Hannelore Görtz     | FRG  | 1,61     |
| 4     | Mária Faithová      | CSK  | 1,61     |

### Weitsprung
| Platz | Athletin         | Land | Weite (m) |
| ----- | ---------------- | ---- | --------- |
| 1     | Ingrid Becker    | FRG  | 6,41      |
| 2     | Eva Kucmanová    | CSK  | 6,20      |
| 3     | Ursula Künzel    | FRG  | 5,95      |
| 4     | Libuse Kladeková | CSK  | 5,87      |

### Kugelstoßen
| Platz | Athletin          | Land | Weite (m) |
| ----- | ----------------- | ---- | --------- |
| 1     | Marlene Fuchs     | FRG  | 16,15     |
| 2     | Gertrud Schäfer   | FRG  | 16,07     |
| 3     | Vladimira Srbová  | CSK  | 14,38     |
| 4     | Ludmila Duchenová | CSK  | 13,76     |

### Diskuswurf
| Platz | Athletin           | Land | Weite (m) |
| ----- | ------------------ | ---- | --------- |
| 1     | Liesel Westermann  | FRG  | 59,10 DR  |
| 2     | Brigitte Berendonk | FRG  | 53,44000  |
| 3     | Jiřina Němcová     | CSK  | 52,65000  |
| 4     | Štěpánka Mertová   | CSK  | 52,50000  |

### Speerwurf
| Platz | Athletin          | Land | Weite (m) |
| ----- | ----------------- | ---- | --------- |
| 1     | Ameli Koloska     | FRG  | 50,47     |
| 2     | Almut Brömmel     | FRG  | 49,43     |
| 3     | Vlasta Hornychová | CSK  | 43,68     |
| 4     | Zdena Jilková     | CSK  | 40,49     |

## Einzelnachweis
1. ↑  Diskus flog über 59 Meter. In: Neues Deutschland vom 1. Oktober 1969, abgerufen am 3. Dezember 2024